# 新國際百科全書

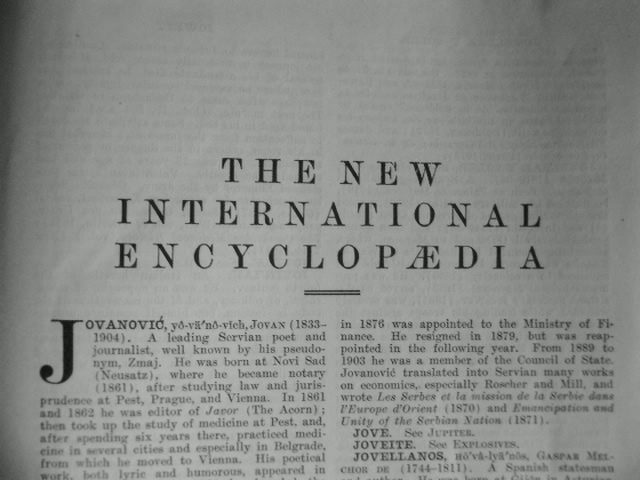

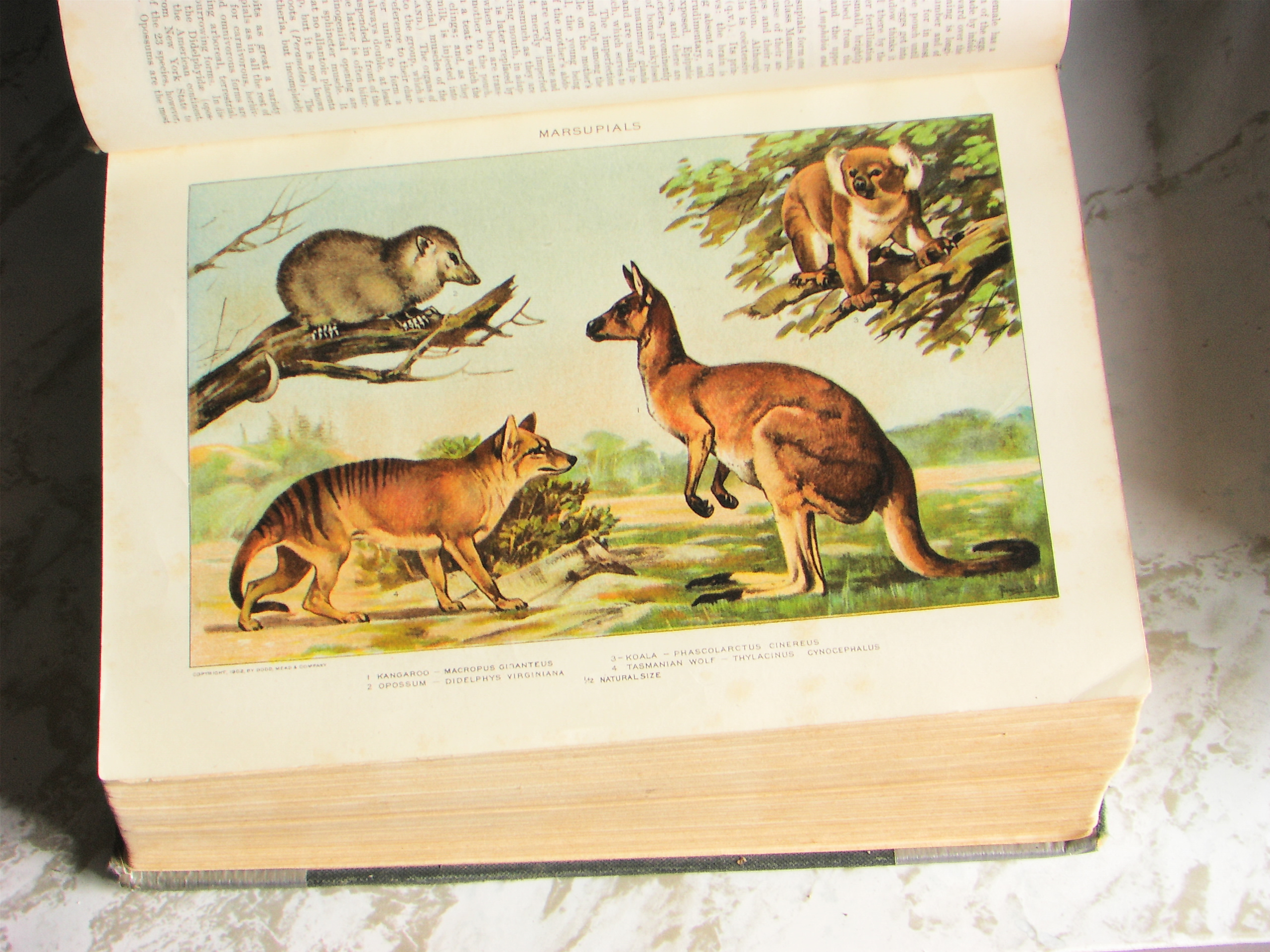
對有袋類動物的描述

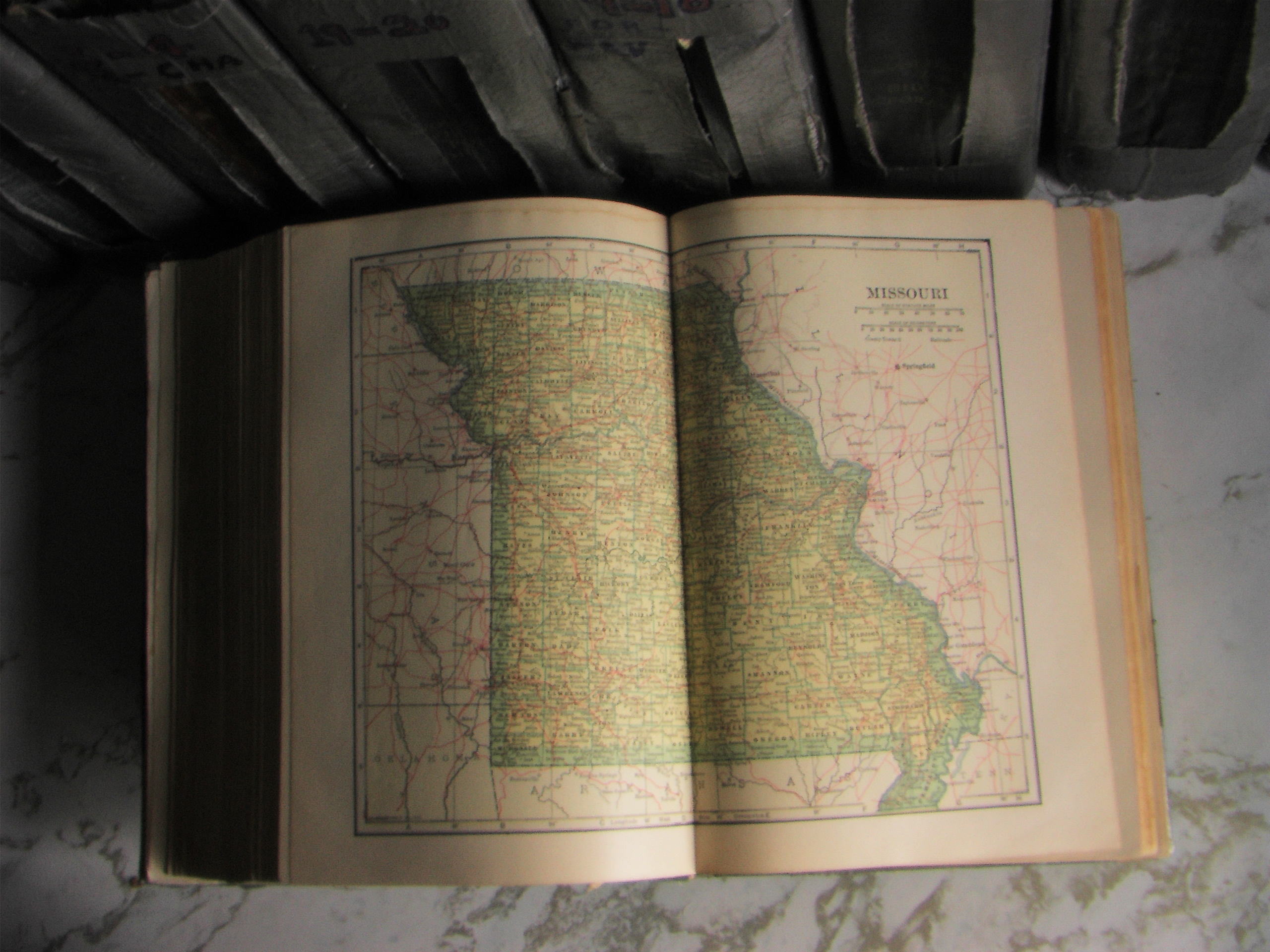
對美國密蘇里州的描述

《新國際百科全書》（英語：New International Encyclopedia），是1902年的一部美國百科全書，由Dodd, Mead and Company出版此書，並曾於1906、1914及1926年更新。

## 歷史
《新國際百科全書》承繼自1884年的《國際百科全書》（International Cyclopaedia）。
最初，《國際百科全書》是《Library of Universal Knowledge》的再版，而後者是英國《錢伯斯百科全書》加上美國內容的再版。
《國際百科全書》由哈利·瑟斯頓·珀克（Harry Thurston Peck）和薩利姆·皮博迪（Selim Peabody）編輯。於1902年，此書易名為《新國際百科全書》，編者為哈利·瑟斯頓·珀克、丹尼爾·科伊特·吉爾曼（Daniel Coit Gilman）和法蘭克·摩爾·科爾比（Frank Moore Colby）。
1906年，《新國際百科全書》由17卷增至20卷，1914年的第二版由更增至24卷，並作出校正。
1926年的版本由耶魯大學出版社於麻省劍橋出版。此版共分13本書，每本約厚1,600頁，包含23卷，書末附有附加資料。

## 特色
《新國際百科全書》含有大量人物生平條目。1926年版的附加資料中，描述了阿道夫·希特勒於1920至1924年的活動。至於書中用於大部份描述動物及植物特性的字詞現已棄用。
書中亦包含頗多的彩色地圖，顯示二十世紀初期的國家、殖民地、保護國等，它們對第一次世界大戰時歐亞非三洲國界的描述很有價值。書中的繪畫、插圖和照片也相當豐富。